# Geaya esperanza
Geaya esperanza is een hooiwagen uit de familie Sclerosomatidae.